# Júlio Bressane
Julio Bressane est un réalisateur, scénariste et producteur brésilien né le 13 février 1946 à Rio de Janeiro. 

## Biographie
Julio Bressane commence sa carrière à la fin des années 1960. Il fut « l'un des principaux protagonistes du Cinéma marginal, nébuleuse provocatrice issue du rejet du Cinéma novo ».

## Filmographie

### Réalisateur
- 1966 : Bethânia Bem de Perto - A Propósito de um Show (pt)
- 1966 : Lima Barreto - Trajetória (court métrage)
- 1967 : Cara a Cara
- 1969 : Il a tué sa famille et est allé au cinéma (Matou a Família e Foi ao Cinema)
- 1969 : Un ange est né (pt) (O Anjo Nasceu)
- 1970 : A Família do Barulho
- 1970 : Barão Olavo, o Horrível (pt)
- 1970 : Cuidado Madame (pt)
- 1971 : A Fada do Oriente
- 1971 : Amor Louco
- 1971 : Memórias de um Estrangulador de Loiras (pt)
- 1972 : Lágrima Pantera
- 1973 : O Rei do Baralho
- 1975 : O Monstro Caraíba
- 1977 : A Agonia
- 1977 : Viola Chinesa
- 1978 : O Gigante da América (pt)
- 1980 : Cinema Inocente
- 1982 : Tabu (pt)
- 1985 : Brás Cubas (pt), d'après les Mémoires posthumes de Brás Cubas de Machado de Assis
- 1989 : Sermões, a História de Antônio Vieira (pt)
- 1992 : Oswaldianas
- 1995 : O Mandarim (pt)
- 1997 : Miramar
- 1999 : São Jerônimo
- 2002 : Dias de Nietzsche em Turim (pt)
- 2003 : Filme de Amor (pt)
- 2007 : Cleópatra (pt)
- 2009 : L'Herbe du rat (A Erva do Rato)
- 2013 : Educação Sentimental (pt)
- 2015 : Garoto
- 2016 : Beduíno
- 2018 : Sedução da Carne
- 2019 : Nietzsche Sils Maria Rochedo de Surlej
- 2021 : Capitu e o Capítulo (pt)
- 2023 : A Longa Viagem do Ônibus Amarelo (pt)